# Pompeyópolis
En la Roma Antigua, recibieron el nombre de Pompeyópolis (ciudad de Pompeyo) la ciudad de Amisos en la actual Provincia de Kastamonu de Turquía, la antigua ciudad cilicia de Solos, Pamplona en España y Eupatoria en Ucrania.

## Pompeyópolis de Paflagonia
Pompeyópolis fue una ciudad-estado romana situada en la antigua Paflagonia, en el actual distrito de Tasköprü, Kastamonu, Turquía. Su localización exacta está a 45 kilómetros al norte de Kastamonu, en el valle conocido como Gökirmak (cuyo nombre romano era Amnias o Amneus). Las fronteras de Pompeyopolis llegaban hasta las montañas de Küre al norte, las montañas Ilgaz al sur, el río de Halys al este y el valle de Pinarbasi al oeste. Los restos hallados de esta ciudad consisten en una acrópolis, tumbas excavadas en la roca, túmulos, un puente y restos de casas con pavimentos de mosaico.